# Jubilejní medaile 60. výročí vítězství ve Velké vlastenecké válce 1941–1945
Jubilejní medaile 60. výročí vítězství ve Velké vlastenecké válce 1941–1945 (rusky: Юбиле́йная меда́ль «60 лет Побе́ды в Вели́кой Оте́чественной войне́ 1941–1945 гг.», bělorusky: Юбілейны медаль «60 год Перамогі ў Вялікай Айчыннай вайне 1941–1945 гг.», ukrajinsky: Ювілейна медаль «60 років Перемоги у Великій Вітчизняній війні 1941–1945 рр.», ázerbájdžánsky: "1941-1945-ci illər Böyük Vətən müharibəsində Qələbənin 60 illiyi" yubiley medalı) je pamětní medaile zemí, které jsou členy Společenství nezávislých států. Udílena byla na památku 60. výročí vítězství v druhé světové válce.

## Historie
K založení medaile došlo v souladu s rozhodnutím Rady hlav států Společenství nezávislých států ze dne 7. října 2002 Rozhodnutí o přípravě na oslavu 60. výročí vítězství ve Velké vlastenecké válce 1941–1945. V Bělorusku byla medaile založena dne 6. prosince 2004. Na Ukrajině bylo na základě dekretu prezidenta Ukrajiny Viktora Juščenka č. 290/2005 ze dne 21. února 2005 rozhodnuto o udělení této medaile občanům Ukrajiny, kteří byli válečnými veterány druhé světové války. V Rusku byla medaile založena dekretem prezidenta Ruské federace č. 277 ze dne 28. února 2004. Od 7. září 2010 přestala být na základě prezidentského dekretu č. 1099 státním vyznamenáním Ruské federace.

## Pravidla udílení
Medaile byla udílena veteránům ozbrojených sil Sovětského svazu, kteří se zúčastnili bojů na frontě během Velké vlastenecké války. Dále byla udílena partyzánům a příslušníkům odboje působících během války na dočasně okupovaných územích patřících SSSR. Udílena byla i vojákům a civilistům, kterým byla již dříve udělena Medaile Za vítězství nad Německem ve Velké vlastenecké válce 1941–1945, Medaile Za vítězství nad Japonskem, Medaile Za udatnou práci za Velké vlastenecké války 1941–1945, Medaile Za pracovní udatnost, Medaile Za vynikající práci, Medaile Za obranu Moskvy, Medaile Za obranu Oděsy, Medaile Za obranu Sevastopolu, Medaile Za obranu Stalingradu, Medaile Za obranu Kyjeva, Medaile Za obranu Kavkazu nebo Medaile Za obranu sovětské Arktidy.
Medaili obdrželi také bývalí nezletilí vězni koncentračních táborů, ghett a dalších vazebních míst vytvořených nacisty a jejich spojenci během druhé světové války. Udělena byla také občanům jiných států, kteří bojovali v sovětských jednotkách, byli součástí partyzánských jednotek či členy nelegálního hnutí odporu a dalších protifašistických formací, jež tak významně přispěli k vítězství ve válce a již dříve získali některé ze státních vyznamenání Sovětského svazu nebo Ruské federace.
Medaile se nosí nalevo na hrudi a v přítomnosti dalších ruských vyznamenáních následuje po Medaili Žukova.

## Popis medaile
Medaile kulatého tvaru o průměru 32 mm je vyrobena z tombaku. Na přední straně je vyobrazen Řád vítězství. Pod ním se nacházejí letopočty 1945–2005. Na zadní straně je nápis v cyrilici 60 лет Победы в Великой Отечественной войне 1941–1945. Při vnějším okraji je vavřínový věnec, který je v horní části přerušen číslem 60 z nápisu.

Odznak je připojen pomocí jednoduchého očka ke stuhou potažené kovové destičce ve tvaru pětiúhelníku. Stuha z hedvábného moaré je široká 24 mm. Stuha je červená při obou okrajích se třemi černými a dvěma oranžovými proužky o šířce 1 mm. Okraje stuhy jsou navíc lemovány oranžovým proužkem širokým 0,5 mm.

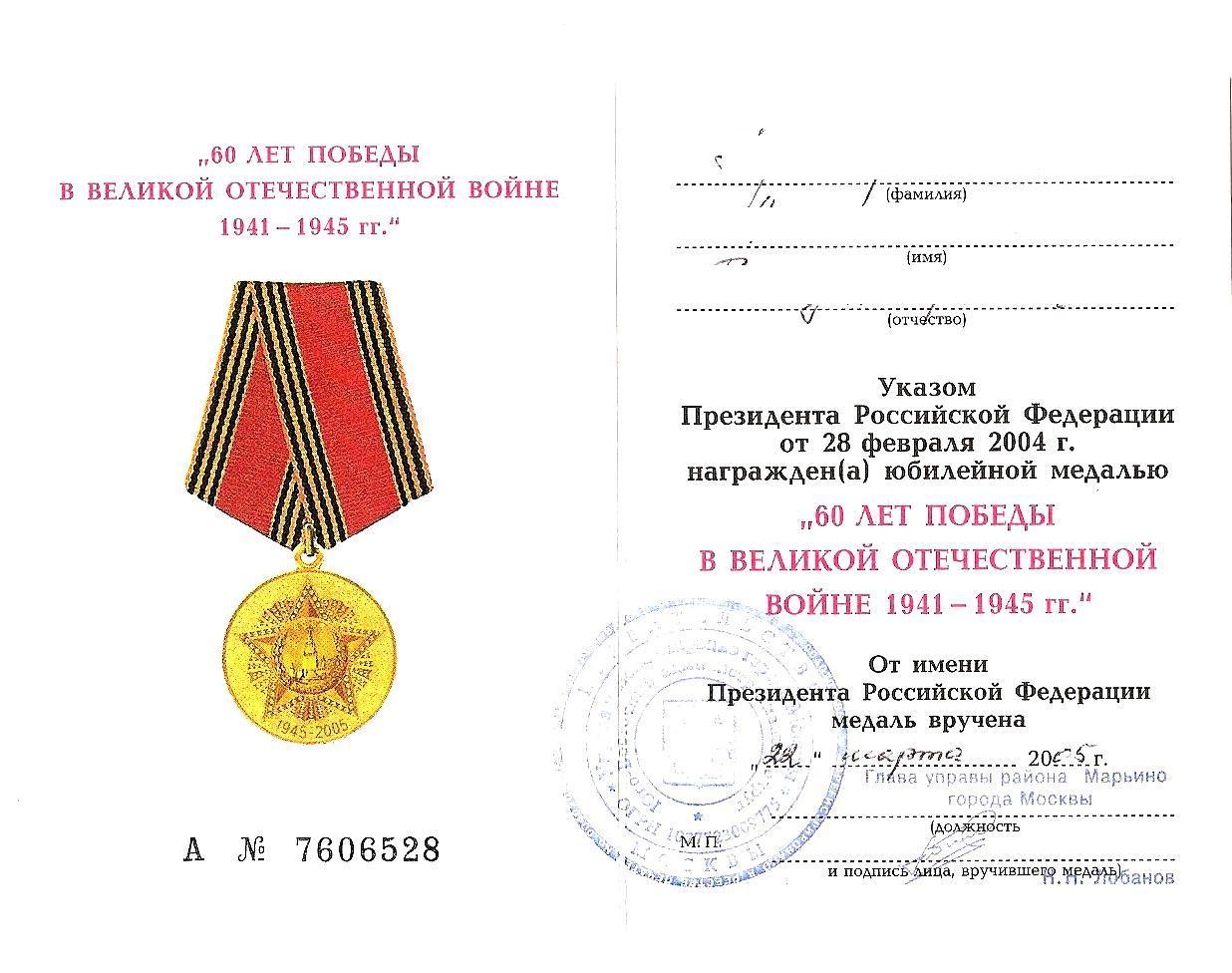
Osvědčení o udělení medaile